# حلقات التحدث
حلقات التحدث أو دوائر التحدث (بالإنجليزية: Speaking Circles) هي مجموعات صغيرة من الأشخاص (8–10 أشخاص) يجتمعون معًا للتحدث علنًا أمام الآخرين.
طُوِّرت هذه الفكرة في البداية لمحاربة الخوف من التحدث أمام الجمهور، ويستخدمها العديد من الممارسين للمساعدة في التخلص من التأتأة في الكلام.
كما تُستخدم أيضًا للتعامل مع حالات فرط الحركة وتشتت الانتباه، وغيرها من تحديات الاندماج الاجتماعي.

## نبذة تاريخية
دوائر التحدث أو حلقات التحدث طورت في السبعينات من القرن الماضي من قبل الفنان الكوميدي السابق لي جليكستين، حيذ دون تجربته الناجحة في التخلص من رهاب المسرح، بعدها قام الفنان لي جليكستين بتسجلين عبارة  دوئر التحدث كعلامة تجارية مسلجة في الولايات المتحدة، وقام ببيع تراخيص العمل بهذه الفكر في عدد من دول العالم، الآن أكثر من 50 مؤسسة من الذين دفعوا من أجل التدريب الأولي والمستمر وإعطاء الشهادات والتي تعمل حاليا باستخدام الممارسات الخاصة بها في جميع أنحاء العالم مثل:  الولايات المتحدة و بلجيكا و كندا و المملكة المتحدة و أيرلندا و ألمانيا و هولندا و المكسيك و اليابان.

## الاعتماد على العلاقات
جوهر أسلوب لي جليكستين هو حالة ذهنية تسمى وجود العلاقة، وهو ما وصفه بأنه  حالة من التقبل للآخر من دون جدول أعمال أو الجهد.
المناهج التقليدية والخطابية والبلاغية لتسليط الضوء على الأداء العام للفرد، حين يتحدث الفرد يساعد لإشراك الجمهور. ويتواصل مع الجماهير من خلال فن  التواصل.
يشعر المنتمي إلى هذه المجموعة بالحنان، فحين يتحدث انه بتحدث إلى من هم مثله، فلا يحتاج إلى التكلف والتصنع في اقواله.

## طرق التدريب
الوسطاء المصرح لهم من قبل لي جليكستين، يستطيعون القيام بإصلاح الضرر النفسي الذي لحق بالفرد خلال فترة من فترات حياته، من خلال استخدام الطرق التالية :

### الطرق المستخدمة
- اجتماعات دائرة التحدث يجب أن لا تزيد عن ساعتين ونصف، وعادة بما في ذلك استراحة لشرب الشاي.
- في مقدمة موجزة، يذكر الوسيط النفسي المشاركين في القواعد المبينة أدناه، ثم كل هذا الشخص من هذه الحلقة يقف أمام المجموعة للتحدث "في 3 دقائق"، على الرغم من عدم وجود أي إلزام للشخص في أن يقوم ويتحدث...
- كل عضو في المجموعة يأخذ بدوره التحدث لمدة خمس دقائق على المنصة، ومرة أخرى مع أي إلزام للشخص في التحدث، ويجب أن لا يتحدث بعدها إلا بعد موافقة الوسيط النفسي.
- يمكن لأعضاء مجموعة أخرى تشكيل جمهور يقدم الدعم غير المشروط والقبول الإيجابي لما يتحدث به الفرد، كما يجب أن يبدو ملاحظاتهم على الأمور الإيجابية فقط من كلام الشخص.
- إعطاء المستمعين الصفات الإيجابية التي يرونها في الفرد الذي تكلم للتو.
- يجب أن لا يتحدث أفراد المجوعة في ما بينهم أثناء تكلم الفرد.
- على مجموعة الأعضاء احترام سرية ما يقال، وعدم تكرار محتويات ما يقال خارج الدائرة المحددة دون الحصول على إذن الوسيط النفسي.
- إمكانية تسجيل ما يقال خلال الدورة من كلام وإعطاءه إلى افراد المجموعة.
- عندما يتكلم الجميع، يقوم الوسيط النفسي بإلقاء كلمات بسيطة وينهي الجلسة.

## وصلات خارجية
- Official Speaking Circles International website
- Speaking Circles sets natural tone for open arms, The Japan Times Online
- Just Don't Say "Um", San Francisco Chronicle
- Account of applications of Speaking Circles to speech therapy
- Focusing in Prison, By Gena Corea, Staying in Focus, The Focusing Institute Newsletter, Volume VI, Number 2, Applications of Focusing, MAY 2006
- Turning to One Another, World Conversation Initiatives. Speaking Circles is listed among others as a resource in this directory
- Web article - Scarier Than Surgery: Public Speaking - MSN Encarta نسخة محفوظة 5 أغسطس 2008 على موقع واي باك مشين.
- Global Ideas Bank listing of Speaking Circles
- Speaking Circles Applied to Adolescents, Leslie Medine and Edd Conboy